# Мацевани
Мацевани (груз. მაწევანი) — село в Грузии, на территории Тетрицкаройского муниципалитета края (мхаре) Квемо-Картли.

## География
Село находится в юго-восточной части Грузии, к югу от реки Алгети, на расстоянии приблизительно 5 километров (по прямой) к востоко-северо-востоку от города Тетри-Цкаро, административного центра муниципалитета. Абсолютная высота — 965 метров над уровнем моря.

## Население
По результатам официальной переписи населения 2014 года в Мацевани проживало 77 человек (37 мужчин и 40 женщин). В национальной структуре населения грузины составляли 100 %.
| Год  | Население, человек |
| ---- | ------------------ |
| 2002 | 110                |
| 2014 | ↘ 77               |